# Dorami-chan: Arara shounen sanzoku-dan!
Dorami-chan: Arara shounen sanzoku-dan!! (ドラミちゃん アララ少年山賊団!?) è un mediometraggio d'animazione del 1991 con protagonista Dorami, personaggio della serie manga e anime Doraemon. Diretto da Keiichi Hara, il corto è inedito in Italia.

## Trama
Sewashi, che vuole saperne di più riguardo ai suoi antenati, manda nel passato Dorami insieme al simpatico robottino Arara. La gatta robot scoprirà però che sia Nobihe (antenato di Nobita) che i suoi amici Shizukin (antenata di Shizuka), Takesho (antenato di Gian) e Sunemaru (antenato di Suneo) stufi della vita nel villaggio e della povertà (tranne nel caso di Suneo, che viveva già agiatamente), hanno deciso di vivere nuove avventure trasformandosi in banditi. Alla fine, con l'aiuto di Dorami, riusciranno ad aiutare le persone del loro villaggio e a toglierle dalla situazione di miseria in cui si trovavano, per poi ritornare a stare con le loro famiglie.

## Sigla
| Posizione         | Titolo             | Autore        |
| ----------------- | ------------------ | ------------- |
| Sigla di apertura | Hello! Dorami-Chan | Yamano Satako |

## Distribuzione
Il cortometraggio è stato proiettato nei cinema giapponesi il 9 marzo 1991, insieme a Doraemon - The movie: Le mille e una notte. Raccolti più di mille milioni di yen.
Il titolo internazionale del cortometraggio è Wow, The Kid Gang of Bandits.